# Antarctosuchus polyodon
Antarctosuchus polyodon (лат.) — вид вымерших земноводных из отряда темноспондильных, единственный в роде Antarctosuchus. Вероятно, представляет собой сестринский таксон парациклотозавров. Голотип, представленный в основном сохранившимся черепом длиной около 2/3 метра, найден в отложениях среднего триаса (формация Фремоу) в Антарктиде.

## История изучения и систематика
Antarctosuchus polyodon описан в 2014 году по голотипу AMNH 24411 — частичному черепу. Он найден в долине Гордон в центральной части Трансантарктических гор в нижних слоях формации Фремоу (конец нижнего или начало среднего триаса). Отложения, в которых была найдена окаменелость, включают также кости циногната, диадемодона и каннемейерид — комплекс, сходный с известными по находкам циногнатовой фауны из Южной Африки, что позволяет ориентировочно датировать его анизийским ярусом.
Хорошо сохранившийся череп позволил авторам отнести находку к темноспондильным и оценить как близкую, но не идентичную паротозухам (описание отличий см. в разделе Анатомия). В свете этого она была описана как новые вид и род того же надсемейства, что и паротозухи — Capitosauroidea. Проведя кладистический анализ по 53 характеристикам с участием 27 видов, авторы пришли к выводу, что новый род наиболее близок к парациклотозаврам.
Родовое название Antarctosuchus образовано от названия области Антарктика и греч. σοῦχος — «крокодил»; видовое polyodon, от греч. πολύς — «много», ὀδούς — «зуб», — связано с множеством очень мелких зубов в верхней челюсти, на нёбе и наружной крыловидной кости.

## Анатомия
Единственный известный экземпляр Antarctosuchus polyodon известен по почти полностью сохранившемуся черепу. У черепа отсутствуют кончик рыла впереди ноздрей и кости нижней челюсти. Кроме того, разрушены части черепной крышки и левой чешуйчатой кости, так что при взгляде на череп сверху видны внутренность черепной коробки и левое подвисочное окно. Длина сохранившейся части черепа 624 мм, наибольшая ширина — 453 мм. Высокая степень окостенения свидетельствует о том, что он принадлежал взрослой особи.
Череп вытянутый, с прямыми боковыми краями при виде сверху или снизу. Глазницы яйцевидной формы, очень маленькие (диаметр составляет только 9 % от длины черепа), приподнимающиеся к задней части. Глазницы сдвинуты далеко назад, уменьшая тем самым размеры черепной коробки. Предглазничный регион, формируемый вытянутыми носовыми, переднелобными и скуловыми костями, длинный, широкий и относительно низкий. Ноздри, по-видимому, были маленькими и имели яйцевидную форму. Высота затылочной кости 11 см. Кожный скелет на затылке относительно толстый (0,5—1 см) — характеристика, встречающаяся у многих представителей группы Capitosauria в разные эпохи, — но в районе переднелобного шва намного тоньше (не больше 2 мм), что наблюдалось у ранних четвероногих, но не у капитозавров.
Твёрдое нёбо сохранилось почти полностью. Сохранившаяся правая хоана длинная и узкая, но не щелевидная, как у паротозухов, а более близкая по форме к хоанам парациклотозавров. Сошник представляет собой длинную и широкую костную пластину, в передней части которой расположен поперечный ряд зубов — распространённая черта среди капитозавров. Среди зубов сошника сохранился один предхоанальный клык диаметром 15 мм. Ряды крупных клыков, типичные для всех лабиринтодонтов, имеются также позади обеих хоан; за ними располагаются более мелкие, широкие в поперечном сечении зубы. Длинный ряд мелких зубов тянется также почти по всей длине нижней кромки чешуйчатой кости. Обилие мелких зубов рассматривается как указание на то, что диета их обладателя состояла из мелких животных, вероятно, беспозвоночных.
Хотя череп Antarctosuchus polyodon относится к тем же геологическим слоям, что и кости некоторых известных паротозухов, и разделяет с ними ряд общих черт, включая размеры, между ними имеются важные отличия. Так, хоаны у паротозухов более длинные и узкие, а захоанальные ряды зубов намного короче, чем у нового черепа.